# تشارلز باين (كاتب)
تشارلز باين (بالإنجليزية: Charles Payne)‏ هو كاتب أمريكي، ولد في 24 أكتوبر 1830 في تونتون في الولايات المتحدة، وتوفي في 5 مايو 1899 في كليفتون سبرينغز في الولايات المتحدة.